# Einar Steen-Nøkleberg
Einar Steen-Nøkleberg (Østre Toten, 25 aprile 1944) è un pianista e docente norvegese.

## Biografia
Steen-Nøkleberg nacque a Østre Toten dall'agricoltore Jacob Steen-Nøkleberg e Signe Sveen. Ha registrato più di cinquanta album e fatto tournée in tutta Europa, in America, in Asia e nell'Unione Sovietica. È stato nominato professore alla Hochschule für Musik, Theater und Medien di Hannover dal 1975 al 1982 e professore all'Accademia di musica norvegese dal 1982. Ha ricevuto il Norwegian Music Critics Award 1975, lo Spellemannprisen nel 1976, il Lindemanprisen nel 1987 e il Premio Grieg nel 1988.
È stato decorato Cavaliere di Prima Classe dell'Ordine di Sant'Olav nel 1993.
Tra i suoi studenti c'era, tra gli altri, Caroline Fischer.